# Republikeinse Partij van Albanië
De Republikeinse Partij van Albanië (Albanees: Partia Republikane e Shqipërisë), is een Albanese partij.
De Republikeinse Partij van Albanië (PRS) werd in januari 1991 opgericht door Sabri Godo. De PRS werd de tweede invloedrijke oppositiepartij, na de Democratische Partij van Albanië (PDS), die de alleenheerschappij van de communistische Albanese Partij van de Arbeid (PPSh) aanvocht. Net als de PDS streefde de PRS naar omvorming van de communistische staat naar een democratische staat. De PRS streefde echter naar stapsgewijze hervormingen. Bij de eerste vrije parlementsverkiezingen in maart 1991 verkreeg de PRS 1,8% van de stemmen, onvoldoende voor een zetel in de Volksvergadering (Albanees parlement). Bij de tweede vrije parlementsverkiezingen van maart 1992 behaalde de PRS 3,1% van de stemmen, goed voor 1 zetel in de Volksvergadering. De PRS werd een van de coalitiepartners in het centrumrechtse kabinet van premier Aleksander Meksi (PDS). De PRS zat tot 1997 in de regering.
Voor de parlementsverkiezingen van 24 juni 2001 sloot de PRS zich aan bij de door de PDS gedomineerde alliantie Unie voor de Overwinning (Bashkimi për Fitoren). De BpF verkreeg 37,1% van de stemmen, goed voor 46 zetels in de 140 leden tellende Volksvergadering. Bij de parlementsverkiezingen van 3 juli 2005 werden gewonnen door de Unie voor de Overwinning. Als individuele partij verkreeg de 11 van de 140 zetels in de Volksvergadering. De PRS trad vervolgens toe tot de coalitieregering.

## Verkiezingsresultaten PRS1991-heden
| 1991 | 0  | 250 |
| 1992 | 1  | 140 |
| 1996 | 3  | 140 |
| 1997 | 1  | 155 |
| 2001 | 5  | 140 |
| 2005 | 11 | 140 |